# World Games 1997
World Games 1997 – V. World Games, które odbyły się w fińskim mieście Lahti. Udział wzięło 2600 sportowców z 78 państw świata. Ceremonia otwarcia i zakończenia miała miejsce w Lahti Sports Center.

## Sporty oficjalne
| - Aerobik sportowy - Kulturystyka - Kręglarstwo - Casting (sport) - Sporty taneczne - Łucznictwo polowe - Pływanie z monopłetwą - Fistball - Jiu-jitsu - Karate - Korfball - Sportowe ratownictwo wodne - Spadochroniarstwo - Trójbój siłowy | - Wrotkarstwo artystyczne - Hokej na wrotkach - Wrotkarstwo szybkie - Petanque - Akrobatyka sportowa - Squash - Trampolina - Przeciąganie liny (mężczyźni) - Tumbling - Narciarstwo wodne - Podnoszenie ciężarów (kobiety) |

## Dyscypliny pokazowe
- Aikido
- Boule Lyonnaise
- Floorball
- Pesäpallo
- Przeciąganie liny (kobiety)
- Pięciobój militarny